# Saint Paul (Antigua en Barbuda)
Saint Paul is een van de zes parishes van Antigua en Barbuda. De parish omvat de plaatsen, Liberta, Bethesda, Burkes, Christian Hill, Delaps, Falmouth, English Harbour, Mathews, Swetes en Pattersons. 
De haven en scheepswerf van Nelson's Dockyard werd in 2016 door de UNESCO toegevoegd als cultureel werelderfgoed onder de titel Scheepswerf van Antigua en verwante archeologische sites.
In 1632 werd Falmouth als eerste nederzetting op Antigua gebouwd, maar in 1689 was Saint John's ongeveer even groot geworden.

## English Harbour
English Harbour is een havenplaats ten zuiden van de hoofdplaats Falmouth. Het is in de 18e eeuw aangelegd als marinebasis voor de Royal Navy. In 1704 werd Fort Berkeley gebouwd ter verdediging van de haven. Tot 1745 werd de haven in drie gedeeltes aangelegd. Het belang van de marinebasis verminderde gedurende de 19e eeuw en in 1889 werd de haven verlaten. De gebouwen zijn hersteld, en de haven is in gebruik als jachthaven.
In English Harbour bevindt zich Clarence House, waar Willem IV had gewoond tijdens zijn dienst onder Horatio Nelson voordat hij koning werd, en het Dockyard Museum dat een overzicht biedt van de geschiedenis van Antigua, de haven en de forten. Sinds 2016 is het onderdeel van de UNESCO site.

## Galerij

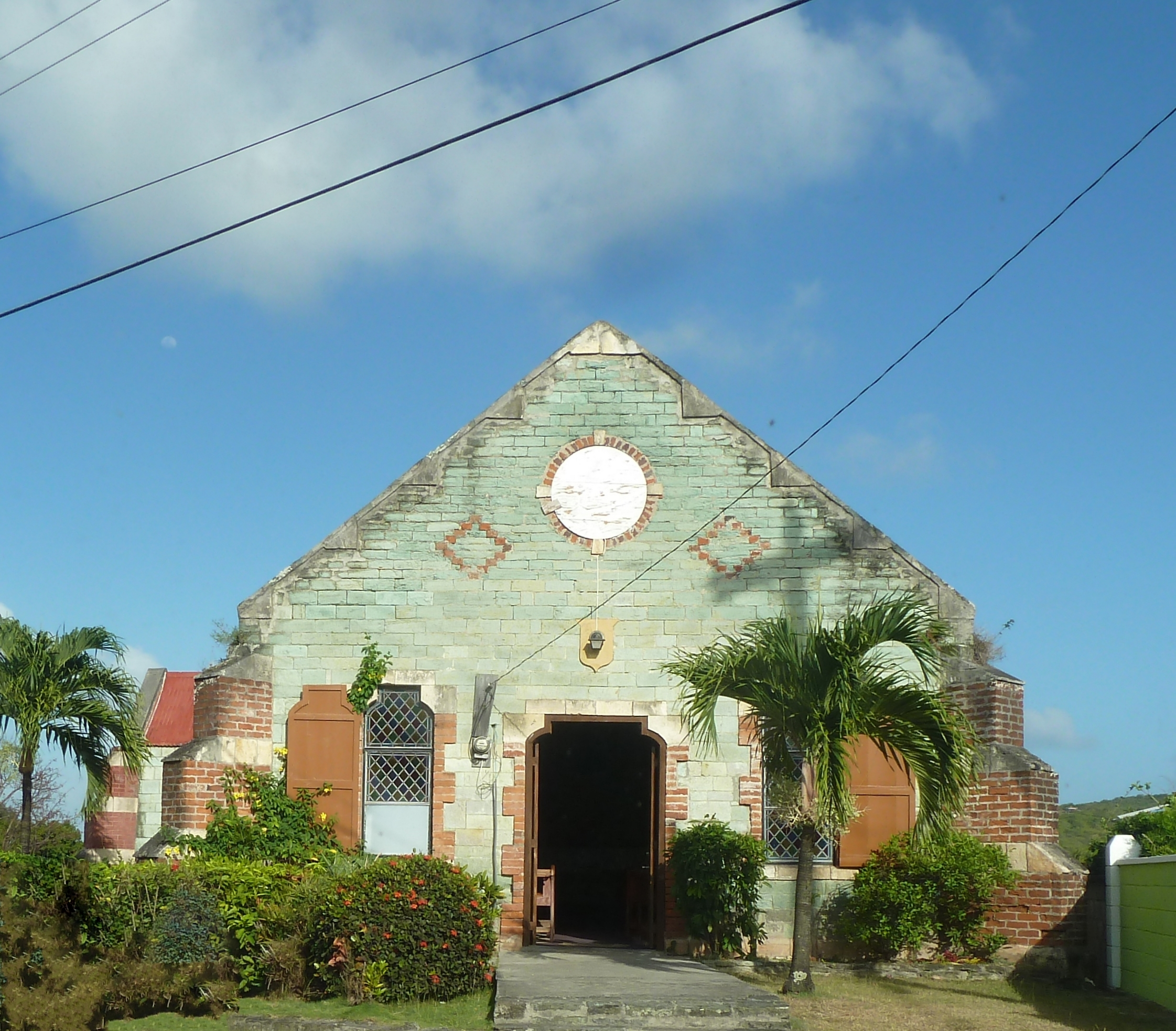
St Barnabaskerk in Liberta
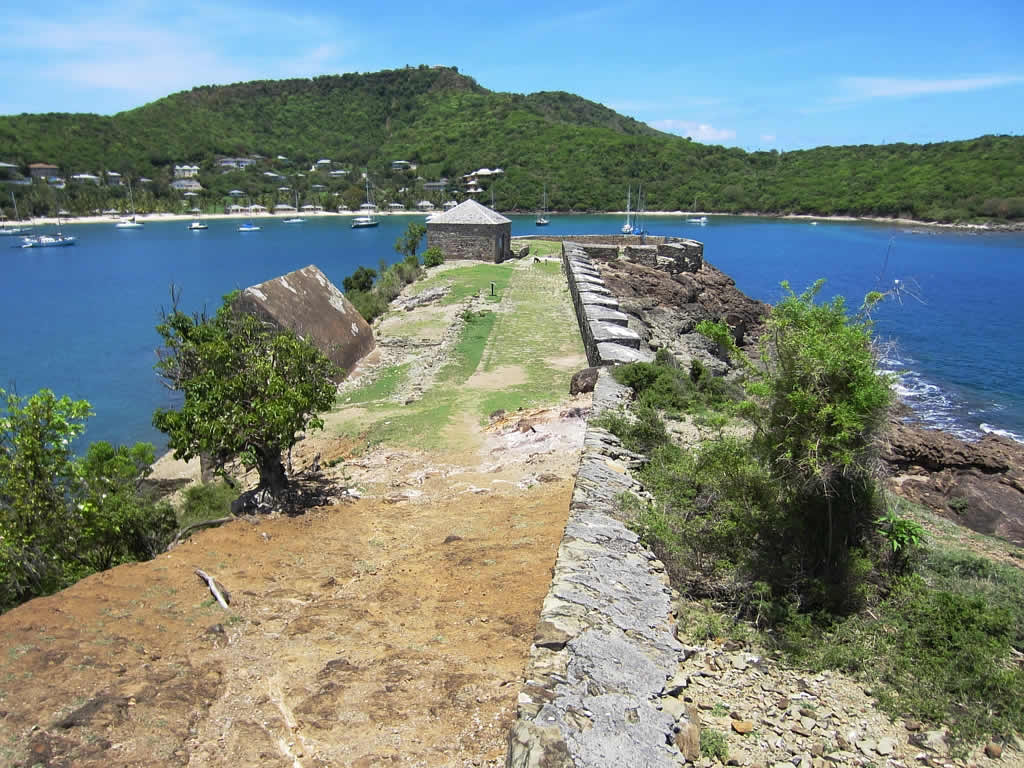
Fort Berkeley
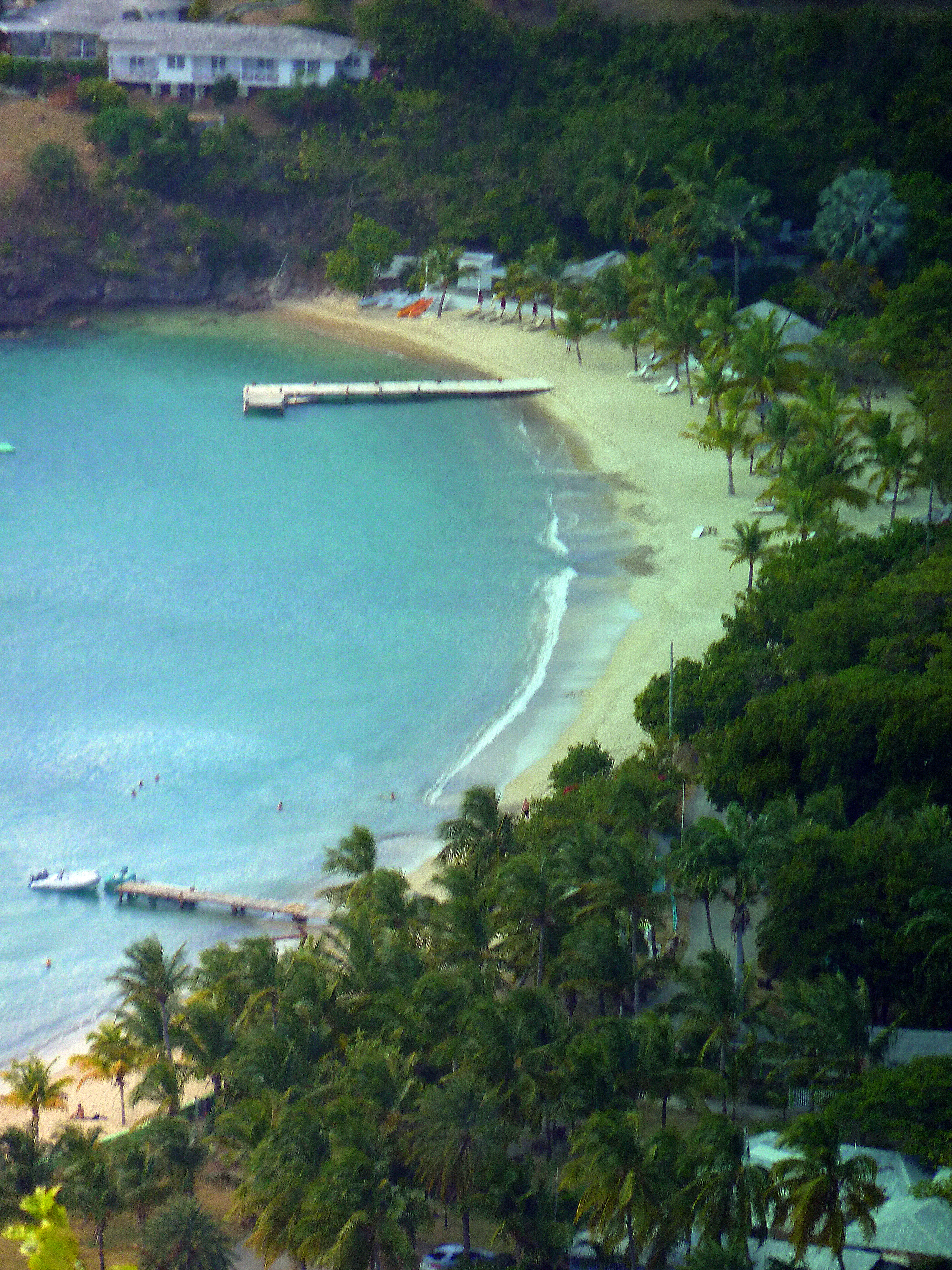
Galleon Bay
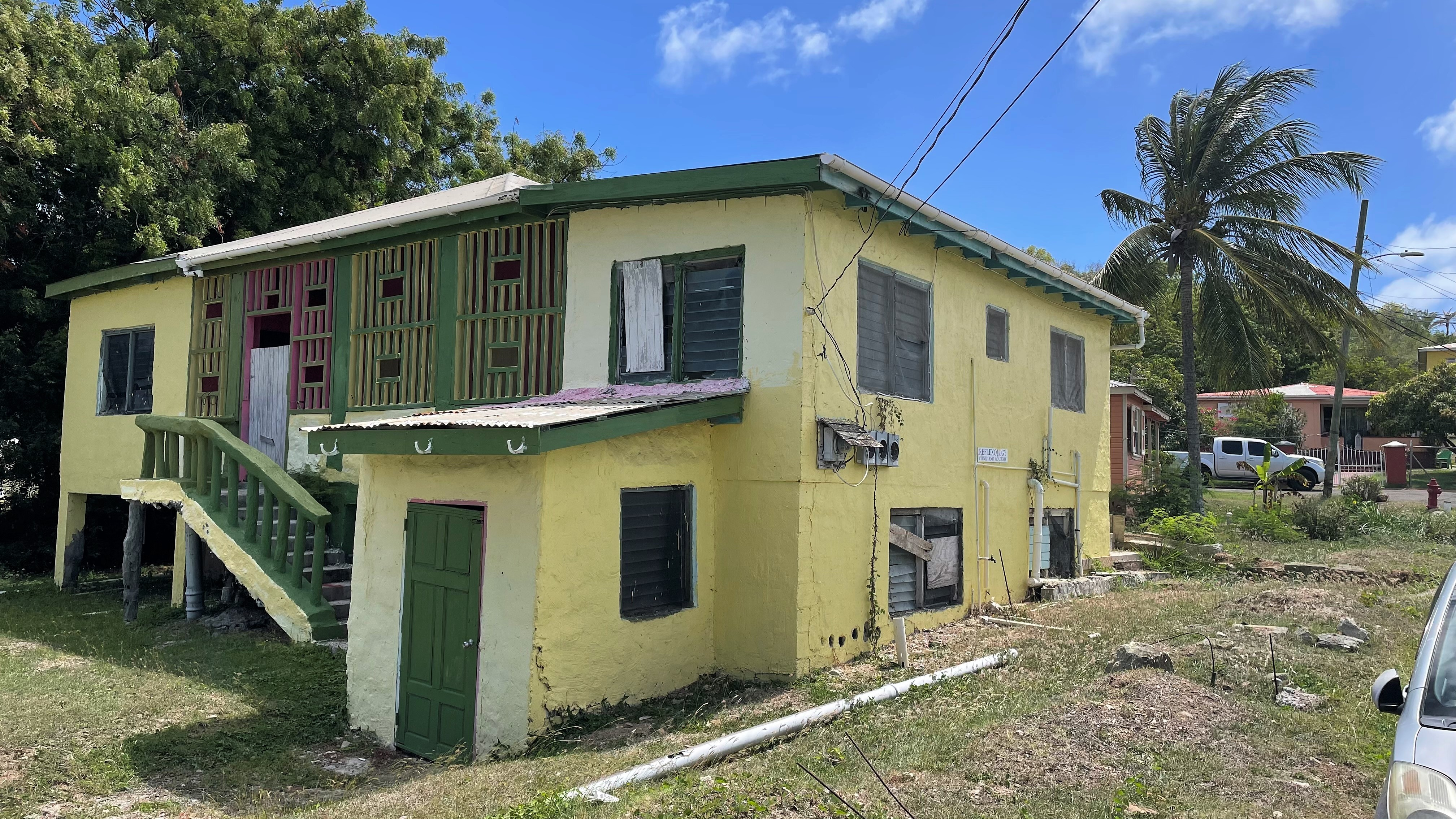
Huis in English Harbour